# Servizio nazionale della protezione civile

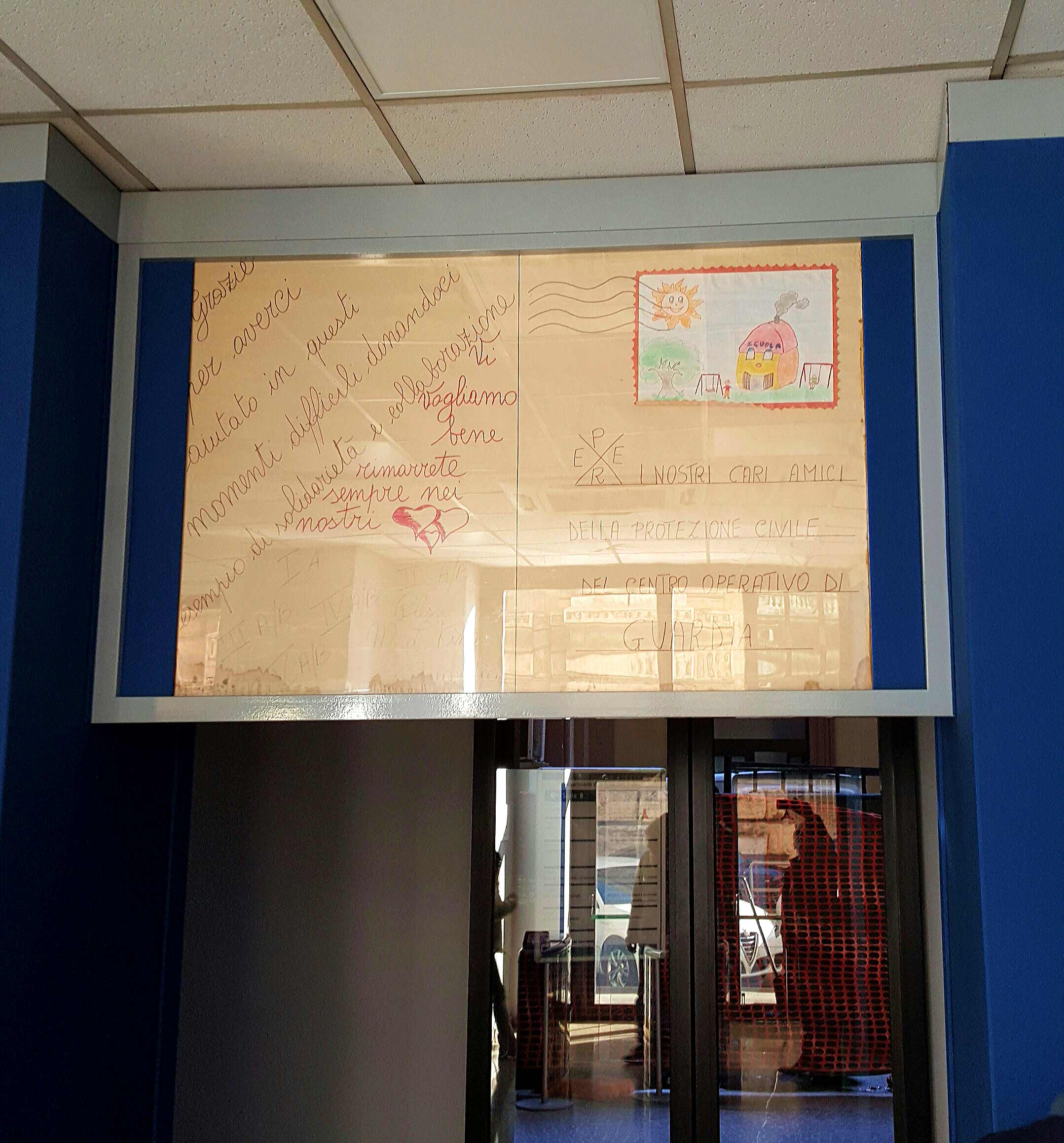
Cartolina di ringraziamento alla protezione civile scritta dai bambini di una scuola colpita dal terremoto dell'Aquila del 2009, esposta nell'atrio della sede del Dipartimento della protezione civile.

Il servizio nazionale della protezione civile indica, in Italia, il sistema che esercita la funzione di protezione civile costituita dall'insieme delle competenze e delle attività volte a tutelare la vita, l’integrità fisica, i beni, gli insediamenti, gli animali e l'ambiente.
Esso, al quale partecipano enti pubblici e privati, venne istituito dalla legge 24 febbraio 1992, n. 225, nel corso degli anni è stato oggetto di un intervento normativo di riordino, avvenuto poi organicamente con l'emanazione del codice della protezione civile nel 2018.

## Storia

### Dagli Stati preunitari al Regno d'Italia
Negli Stati preunitari italiani l'organizzazione dei soccorsi in caso di calamità naturali era alquanto variegata: in occasione di grandi emergenze (come ad esempio per il terremoto della Val di Noto del 1693 o per quello in Calabria del 1783) le autorità centrali nominavano un commissario con poteri eccezionali. A livello legislativo, esistevano già delle norme antisismiche nello Stato Pontificio, nel Regno delle Due Sicilie e nel Ducato di Mantova, dove venne progettata la prima casa antisismica della storia ad opera dell'architetto Pirro Ligorio, realizzata dopo il  terremoto di Ferrara del 1570.
Dopo la proclamazione del Regno d'Italia vennero abolite le norme relative alle prescrizioni edilizie antisismiche vigenti nei vari Stati preunitari, ma nel nuovo ordinamento unitario permase la consuetudine ingegneristica idraulica sviluppatasi nei territori del nord per il controllo dei fiumi. All'epoca in caso di soccorso pubblico al verificarsi di calamità e disastri naturali venivano mobilitati il Regio Esercito e le forze di polizia. Durante l’alluvione di Roma del dicembre 1870, i primi a offrire soccorso furono le truppe dell’esercito che due mesi prima avevano conquistato la città con la Breccia di Porta Pia.
Il quadro legislativo post unitario, frammentario e poco organico, si limitava a prevedere interventi in seguito a particolari contingenze e calamità o per specifiche materie. Tutti i provvedimenti urgenti adottati per fronteggiare le emergenze nell'immediato trovano il loro fondamento normativo nel potere d’ordinanza concesso all'autorità amministrativa dalla legge 25 giugno 1865, n. 2359: prefetti e sindaci potevano disporre della proprietà privata in caso di rottura degli argini, di rovesciamento di ponti e in generale in tutti i casi di emergenza.
L’iter di gestione delle emergenze iniziava solo nel momento in cui la notizia del disastro arriva ufficialmente sul tavolo del Presidente del Consiglio, che svolge anche funzioni di Ministro dell’Interno. Le emergenze vengono considerate nazionali solo se colpiscono obiettivi strategici per la viabilità e le strutture di pubblica utilità. Valutata la portata dell’evento, scatta la mobilitazione dei Ministro dell’Interno e della Guerra, che fa accorrere i reparti più vicini della zona colpita. In maniera spontanea e non coordinata si attivano anche soccorritori privati volontari, enti religiosi e associazioni che affiancano il lavoro dei militari.

### Dall'inizio del XX secolo agli anni '60
Nel 1906 vengono emanate alcune disposizioni particolari sulle eruzioni vulcaniche, la difesa degli abitanti e delle strade dalle frane, le alluvioni, le mareggiate e gli uragani. Nel 1908, dopo il disastroso terremoto di Messina, viene introdotta la classificazione antisismica del territorio ed entra in vigore la prima normativa antisismica.
La prima legge sul soccorso è il regio decreto-legge 2 settembre 1919 n. 1915, che dà un primo assetto normativo ai servizi del pronto soccorso in caso di calamità naturali, anche se limitato ai soli terremoti. Il Ministero dei lavori pubblici è l’autorità responsabile della direzione e del coordinamento dei soccorsi, da cui dipendono tutte le autorità civili, militari e locali.
Una prima normativa organica in materia di protezione civile viene emanata con la legge 17 aprile 1925, n. 472: essa individua nel Ministero dei Lavori Pubblici e nel suo braccio operativo, il Genio civile, gli organi fondamentali per il soccorso, con il concorso delle strutture sanitarie.
Nel corso degli anni trenta venne poi creato il Corpo pompieri, posto alle dirette dipendenze del Ministero dell'Interno ed o organizzato su base provinciale con distaccamenti nei centri più importanti, che si occupava oltre che di contrasto agli incendi anche di fornire soccorso pubblico.
Il regio decreto-legge 9 dicembre 1926, n. 2389 - convertito nella legge n. 15 marzo 1928, n. 883 - definisce ulteriormente l’organizzazione dei soccorsi e conferma la responsabilità del Ministero dei lavori pubblici nel dirigere e coordinare gli interventi anche delle altre amministrazioni ed enti dello stato, come i Pompieri, le Ferrovie dello Stato, la Croce Rossa ecc. I soccorsi non si limitano ai soli “disastri tellurici”, ma vengono estesi a quelli “di altra natura”.
In attesa dell’arrivo sul luogo del disastro del Ministero dei lavori pubblici, o del Sottosegretario di Stato, tutte le autorità civili e militari dipendono dal Prefetto, rappresentante del governo nella provincia, che coordina i primissimi interventi. Stesso potere viene affidato ai sindaci sul territorio comunale: appena venuti a conoscenza dell’evento, devono inviare sul luogo il personale del Corpo nazionale dei vigili del fuoco, dandone immediata notizia al Prefetto. Il personale di soccorso e gli scavi delle macerie vengono coordinati invece dal genio civile. Vengono chiamati a concorrere, a diverso titolo la Regia Aeronautica, il Regio Esercito, il Ministero per le Comunicazioni e la Croce Rossa Italiana.
Nel secondo dopoguerra, sull'onda del clima di rinnovamento post secondo conflitto mondiale, si cerca di arrivare ad una legislazione organica in materia di protezione civile: negli anni 1950, 1962 e 1967 vengono infruttuosamente presentati alcuni progetti di legge. Ma ancora una volta, sono gli eventi calamitosi ad aprire la strada alla predisposizione e all'approvazione di nuovi e più idonei strumenti legislativi.
L’alluvione di Firenze del 4 novembre 1966 evidenziò tuttavia l’inadeguatezza della struttura centrale dei soccorsi. Causa l’assenza di una rete di monitoraggio per l’esondazione dell’Arno, non viene preannunciata con un certo anticipo e i cittadini vengono colti di sorpresa. Nei primi giorni gli aiuti e i soccorsi arrivano quasi esclusivamente dai volontari (“gli angeli del fango”) e dalle truppe di stanza in città. Solo sei giorni dopo l’alluvione, il governo è in grado di mettere in campo una rete di soccorso organizzata. Anche in occasione del terremoto del Belice del 1968 la gestione dell’emergenza si rivelò un vero e proprio fallimento per la mancanza di coordinamento tra le forze in campo. Anche le scelte per la ricostruzione si rivelano sbagliate: la popolazione viene incentivata ad allontanarsi dai centri storici colpiti e vengono realizzati nuovi insediamenti del tutto estranei alle tradizioni e stili di vita locali.

### La legge 996/1970: l'assistenza ai terremotati
Con la legge 8 dicembre 1970 n. 996 si ebbero per la prima volta, disposizioni di carattere generale che prevedono un'articolata organizzazione di protezione civile; ancora però non si parla di previsione e prevenzione. Per la prima volta inoltre l'ordinamento italiano precisó la nozione di calamità naturale e catastrofe. La direzione e il coordinamento di tutte le attività passano dal Ministero dei lavori pubblici al Ministero dell'interno. È prevista la nomina di un commissario per le emergenze, che dirige e coordina i soccorsi sul luogo del disastro, e si afferma quindi il concetto di protezione civile intesa come predisposizione e coordinamento degli interventi e si individuano i compiti fondamentali affidati ai vari organi della protezione civile per una razionale organizzazione degli interventi e per far arrivare nel modo più rapido ed efficace i soccorsi alle popolazioni colpite. Per assistere la popolazione dalla prima emergenza al ritorno alla normalità vengono creati i Centri Assistenziali di Pronto Intervento (C.A.P.I.). Per un miglior coordinamento dell'attività dei vari ministeri viene istituito il Comitato Interministeriale della protezione civile. Per la prima volta viene riconosciuta l'attività del volontariato di protezione civile: è il Ministero dell'interno, attraverso il corpo nazionale dei vigili del fuoco, ad istruire, addestrare ed equipaggiare i cittadini che volontariamente offrono il loro aiuto. La norma del 1970 privilegia il momento dell’emergenza: di fatto si disciplina solo il soccorso da mettere in campo nell'immediatezza dell’evento. Il regolamento d’esecuzione della legge viene approvato solo dopo 11 anni.
A seguito dei disastrosi terremoti che colpirono il Friuli nel 1976 e l'Irpinia nel 1980, il governò nominò Commissario straordinario ai sensi della legge 996/1970 Giuseppe Zamberletti, il cui operato, insieme a quello di Elveno Pastorelli, fu fondamentale per la protezione civile italiana. In occasione dei due sismi, che provocano rispettivamente 976 e 2914 vittime, la gestione dell’emergenza e della ricostruzione è molto diversa, anche se i primi giorni sono caratterizzati in entrambi i casi dalla lentezza dei soccorsi e dalla mancanza di coordinamento.
In Friuli-Venezia Giulia vengono coinvolti da subito il governo regionale e i sindaci dei comuni colpiti, che lavorano in stretto contatto con Zamberletti fin dall'inizio dell’emergenza. Per la prima volta vengono istituiti i “centri operativi”, con l’obiettivo di creare in ciascun comune della zona colpita un organismo direttivo composto dai rappresentanti delle amministrazioni pubbliche e private, sotto la presidenza del sindaco, con il potere di decidere sulle operazioni di soccorso, conoscendo le caratteristiche del territorio e le sue risorse. Anche nella fase della ricostruzione viene dato potere decisionale ai sindaci per avere un controllo diretto sul territorio che allo stesso tempo faccia sentire le istituzioni vicine ai cittadini. La popolazione partecipa attivamente alla ricostruzione del tessuto sociale e urbano secondo il “modello Friuli” che si riassume in “com’era e dov’era”, completata in poco più di 15 anni.
La gestione dell’emergenza dopo il terremoto dell’Irpinia è fallimentare, sia nelle prime ore post sisma sia nella successiva fase della ricostruzione. I primi soccorsi sono caratterizzati dalla totale mancanza di coordinamento: volontari, strutture regionali e autonomie locali si mobilitano spontaneamente senza aver avuto indicazioni e precisi obiettivi operativi dal Ministero dell’Interno. Dopo il caos dei primi tre giorni, il governo interviene nominando Zamberletti, che riesce anche in questo caso a riorganizzare i soccorsi e a dialogare con i sindaci.

### Gli anni '80 e la normativa per le calamitá
Il regolamento d’esecuzione della legge n. 996/1970 - ovvero il DPR 6 febbraio 1981, n. 66 - individua per la prima volta gli organi ordinari (Ministero dell'Interno, Prefetto Commissario di governo di Regione e Sindaco e straordinari (Commissario straordinario) di protezione civile, e ne disciplina le rispettive competenze. La protezione civile viene definita compito primario dello Stato. Si comincia a parlare di prevenzione degli eventi calamitosi, attraverso l’individuazione e lo studio delle loro cause. Sono gli organi statali - Prefetto e Commissario di governo – a svolgere il ruolo più importante nella gestione dell’emergenza.
A seguito dell'incidente di Vermicino (giugno 1981), in cui perse la vita il piccolo Alfredo Rampi di soli 6 anni, il Presidente della Repubblica Sandro Pertini sollecitò la creazione di una struttura permanente di protezione civile. Furono nel frattempo attribuiti ampi e incisivi poteri al Ministro per il coordinamento della protezione civile Zamberletti. Per regolamentare le attività commissariali nelle zone della Campania e della Basilicata colpite dal sisma, con il decreto-legge 27 febbraio 1982 n. 57 - convertito in 29 aprile 1982 n. 187 - furono conferite al Ministro per il coordinamento della protezione civile le competenze per il completamento delle iniziative avviate dal commissario nella fase di emergenza per le zone terremotate. Il ministro agisce come una sorta “commissario permanente” pronto ad intervenire in caso di emergenza, evitando così di individuare ogni volta un commissario e creare ex novo la macchina organizzativa.
Nel 22 giugno 1982 venne presentato un progetto di legge di riforma della protezione civile, che però non si tradusse in norma; tuttavia durante gli anni '80 si aprí il dibattito sul dimensionamento delle strutture di intervento tenendo conto di scenari già elaborati e di misure di prevenzione già messe in atto. Il successivo decreto-legge 10 luglio 1982, n. 428, convertito con modificazioni, dalla legge 12 agosto 1982, n. 547, istituí poi un fondo per la protezione civile, mentre il decreto-legge 26 maggio 1984, convertito in legge 24 luglio 1984, n. 363 e la legge 28 ottobre 1986, n. 730 attribuirono diverse facoltà e competenze al Ministero per il coordinamento della protezione civile, in particolare la norma del 1986 introdusse la possibilità di assumere personale precario presso enti di protezione civile per fronteggiare le emergenze.

### Gli anni '90: l'istituzione ed il decentramento
Nel 1990 venne istituito il Dipartimento della protezione civile, l'anno seguente il Presidente della Repubblica Francesco Cossiga sostenne la necessità di prevedere una riforma ed una disciplina di gestione delle emergenze. A questo proposito gran parte della dottrina ritenne che, soprattutto sotto il profilo della garanzia, la dichiarazione e la gestione degli stati d'emergenza – specie se con gli effetti del tipo di quelli previsti dalla legge in esame – siano procedure da cui non si possa escludere il Presidente della Repubblica quale Capo dello Stato, od anche il Presidente del Consiglio dei ministri quale Capo dell'Esecutivo, almeno nella fase dell'instaurazione degli stati di emergenza”.

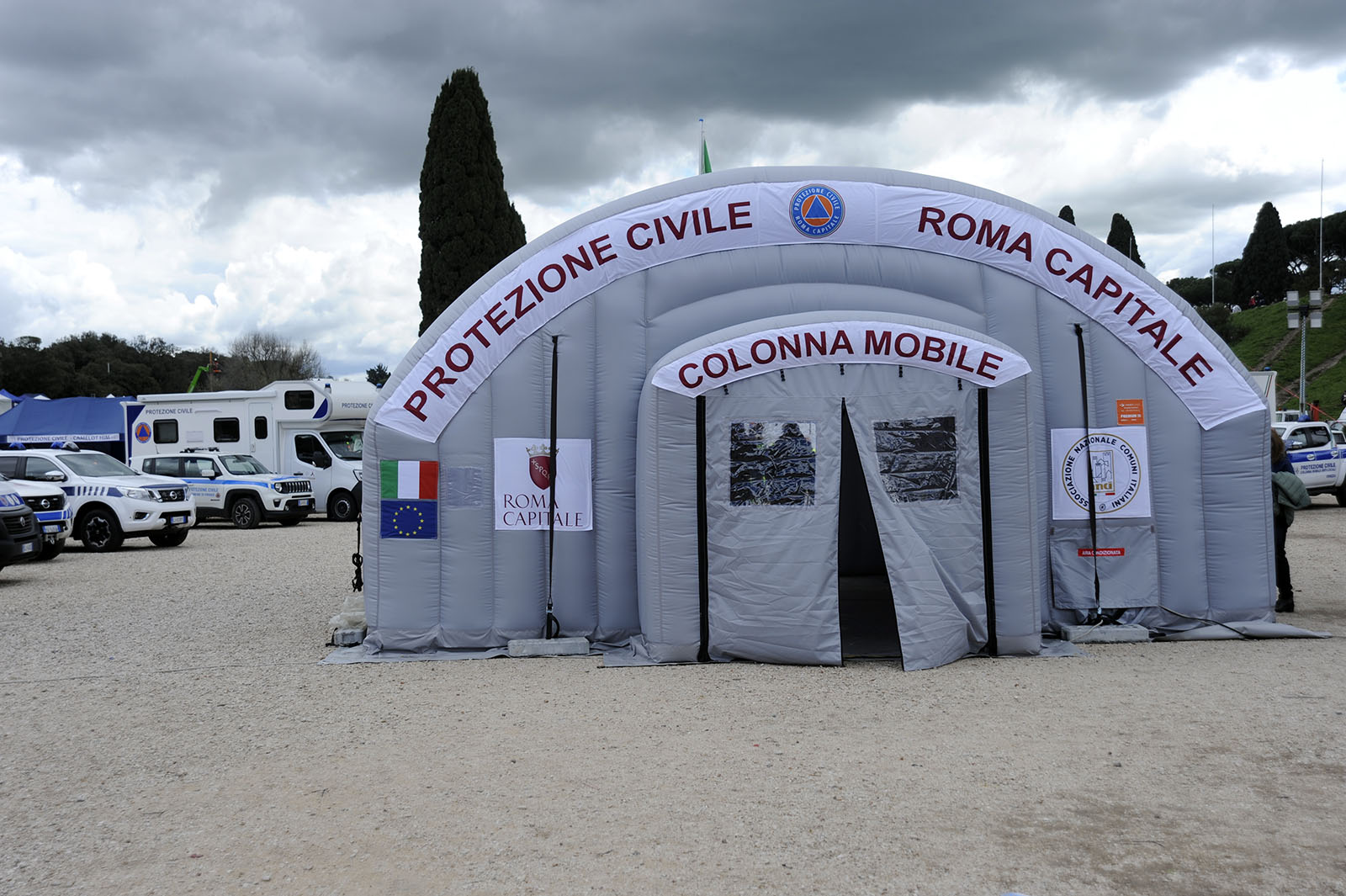
Tende per la Protezione Civile Roma 2023

Dopo diversi passaggi parlamentari, si giunse a “scorporare” dalla tematica emergenziale la questione della protezione civile, con la legge 24 febbraio 1992, n. 225 - che costituì una disciplina organica vera e propria - venne istituito il Servizio Nazionale della protezione civile, con la cui istituzione la struttura di protezione civile del paese subisce una profonda riorganizzazione; in particolare, la struttura di protezione civile viene riorganizzata profondamente come un sistema coordinato di competenze, ripartito e concorrente tra le amministrazioni pubbliche statali, ovvero le Regioni, le Province, i Comuni, enti locali, enti pubblici, la comunità scientifica, il volontariato, gli ordini e i collegi professionali introducendo anche la possibilità per le associazioni private di volontariato di partecipare. La legge sancì la competenza della Presidenza del Consiglio dei ministri in merito al coordinamento e la promozione delle attività di protezione civile, stabilendo inoltre la possibilità di avvalersi, per tali finalità, del Dipartimento della protezione civile, istituito presso la presidenza medesima, sottraendo in questo modo la competenza in materia al Ministero dell'interno. La norma istituí inoltre presso il Dipartimento della protezione civile vengono istituiti la Commissione Nazionale per la Previsione e la Prevenzione dei Grandi Rischi, che svolge attività di consulenza tecnico-scientifica in materia di previsione e prevenzione, e il Comitato Operativo della protezione civile. Vengono definite le Componenti e le Strutture Operative del Servizio Nazionale della protezione civile. Novità importante fu l'inserimento del volontariato tra le componenti e le strutture operative del Servizio Nazionale e stabilisce che deve essere assicurata la più ampia partecipazione dei cittadini e delle organizzazioni di volontariato di protezione civile nelle attività di previsione, prevenzione e soccorso, in vista o in occasione di calamità naturali o catastrofi. La legge norma del 1992 definí inoltre le attività di protezione civile: oltre al soccorso e alle attività volte al superamento dell’emergenza, anche la previsione e la prevenzione. Il sistema non si limita quindi al soccorso e all'assistenza alla popolazione, ma si occupa anche di definire le cause delle calamità naturali, individuare i rischi presenti sul territorio e di mettere in campo tutte le azioni necessarie a evitare o ridurre al minimo la possibilità che le calamità naturali provochino danni. Gli eventi calamitosi vengono classificati, per estensione e gravità, in tre diversi tipi. Per ogni evento si individuano i competenti livelli di protezione civile che devono attivarsi per primi:
- a (livello comunale);
- b (provinciale e regionale);
- c (Stato).

In caso di evento di “tipo c”, che devono essere fronteggiati con mezzi e poteri straordinari, la competenza del coordinamento dei soccorsi viene affidata al Presidente del Consiglio dei Ministri, che può nominare Commissari delegati. Il Consiglio dei Ministri, su proposta del Presidente del Consiglio, delibera lo stato di emergenza, determinandone durata ed estensione territoriale. Il Presidente del Consiglio può emanare ordinanze di emergenza e ordinanza finalizzate ad evitare situazioni di pericolo o danni a persone o cose. Storicamente la legge rappresenta un momento di passaggio tra la fase accentrata e decentrata: le competenze operative rimangono in capo all'amministrazione centrale e periferica dello Stato, ma per la prima volta aumenta notevolmente il peso delle Regioni, delle Province e dei Comuni, soprattutto per quanto riguarda la previsione e la prevenzione. Intanto, a partire dai primi anni ’90 la domanda regionalista/federalista condiziona e orienta il dibattito politico. In risposta a questa domanda, governo, parlamento e quasi tutte le forze politiche concordano in un consistente trasferimento di competenze dal centro alla periferia, sulla base dei principi di sussidiarietà e integrazione, in modo da avvicinare la soluzione dei problemi ai cittadini e ai rappresentanti dei cittadini. Di conseguenza alcune importanti funzioni statali passano alle Regioni e agli enti locali e funzioni regionali passano agli enti locali.
Con Il D.P.R. 21 settembre 1994, n. 613 venne emanato il regolamento concernente la partecipazione delle organizzazioni di volontariato nelle attività di protezione civile. Il Servizio Nazionale riconosce le iniziative di volontariato civile e ne assicura il coordinamento.
Il successivo decreto legislativo 31 marzo 1998, n. 112 rideterminó poi l'assetto della protezione civile, da un lato trasferendo importanti competenze alle autonomie locali - anche di tipo operativo – e dall'altro introducendo una profonda ristrutturazione anche per le residue competenze statali. Mentre quadro normativo di riferimento resta sempre la legge 225/1992, la protezione civile viene considerata materia a competenza concorrente: alle Regioni e agli enti locali vengono affidate tutte le funzioni ad esclusione dei compiti di “rilievo nazionale del Sistema di protezione civile”. In base alla 1988 restano compiti dello Stato centrale:
- l'indirizzo, la promozione e il coordinamento delle attività in materia di protezione civile;
- la deliberazione e la revoca – d'intesa con le regioni interessate – dello stato di emergenza in casi di eventi di tipo “c”;
- l'emanazione di ordinanze;
- l'elaborazione dei piani di emergenza nazionali (per affrontare eventi di tipo “c”) e l'organizzazione di esercitazioni.

Le Regioni si occupano di:
- predisporre i programmi di previsione e prevenzione dei rischi, sulla base degli indirizzi nazionali;
- attuare gli interventi urgenti quando si verificano interventi di tipo “b”, avvalendosi anche del Corpo Nazionale dei Vigili del Fuoco;
- l'organizzazione e l’impiego del volontariato.

Le Province attuano, a livello provinciale, le attività di previsione e prevenzione dei rischi; predispongono i piani provinciali di emergenza e vigilano sulla predisposizione, da parte delle strutture provinciali, dei servizi urgenti da attivare in caso di emergenza (eventi di tipo “b”). I Comuni attuano, a livello locale, le attività di previsione e prevenzione dei rischi; predispongono i piani comunali di emergenza, adottano i provvedimenti necessari ad assicurare i primi soccorsi e organizzano l'utilizzo del volontariato di protezione civile comunale (eventi di tipo “a”).
Con il decreto legislativo 30 luglio 1999, n. 300 nell'ambito della riorganizzazione dei ministeri, dispose l'istituzione dell'Agenzia per la protezione civile. L'assetto generale della protezione civile subisce ulteriori modifiche anche alla luce dei decreti legislativi 300/99 e 303/99 che - riformando l'ordinamento della Presidenza del Consiglio e l'organizzazione del Governo – vanno a modificare profondamente gli assetti organizzativi della Pubblica Amministrazione.L'intero assetto del sistema di protezione civile viene rivoluzionato: anziché il Presidente del Consiglio e il Dipartimento della protezione civile, al vertice del sistema vengono collocati il Ministro dell'Interno - con funzioni di indirizzo politico-amministrativo e di controllo – e l'Agenzia di protezione civile, con compiti tecnico-operativi e scientifici. All'Agenzia vengono trasferite le funzioni del Dipartimento della protezione civile. La creazione dell’Agenzia nasce anche dalla volontà di ricondurre l’attività della Presidenza del Consiglio alle tradizionali funzioni di impulso, indirizzo e coordinamento, eliminando le funzioni più prettamente operative.

### Gli anni 2000: ilServizio Civile Nazionalee leggi sui "grandi eventi"
Il percorso verso il decentramento si chiude con la riforma del Titolo V della Costituzione, confermata dal referendum costituzionale del 2001 (legge costituzionale n. 3 del 2001). Nella Carta fondamentale vengono espressamente contemplate le funzioni in tema di protezione civile, inserita tra le materie di competenza concorrente tra Stato e regioni (nell'ambito dei principi fondamentali dettati dalle leggi-quadro). Resta fermo il potere d’ordinanza attribuito al Presidente del Consiglio, mentre scompare la figura del Commissario di Governo.
Con il decreto legge 7 settembre 2001, n. 343 - convertito con legge 9 novembre 2001, n. 401 - le competenze dello Stato in materia di protezione civile vengono ricondotte in capo al Presidente del Consiglio, la neonata Agenzia di protezione civile viene abolita e il Dipartimento della protezione civile viene ripristinato, nell'ambito della Presidenza del Consiglio. I compiti del Presidente del Consiglio corrispondono a quelli già individuati dalla legge 225/92 e dal D.Lgs 112/98.
Di fatto, il Capo Dipartimento svolge una funzione di coordinamento operativo di tutti gli enti pubblici e privati. Oltre a questo, il Dipartimento promuove – d’intesa con le Regioni e gli enti locali – lo svolgimento delle esercitazioni, l’informazione alla popolazione sugli scenari nazionali e l’attività di formazione in materia di protezione civile Come contrappeso alla ritrovata centralità del ruolo del Presidente del Consiglio, viene istituito presso la Presidenza del Consiglio un Comitato paritetico Stato – Regioni – Enti Locali.
Una delle novità più importanti della legge 401/2001 è l’introduzione, nell'ambito della protezione civile, dei cosiddetti “grandi eventi”, che hanno poi fatto ricadere sotto la competenza ed i poteri della protezione civile l'organizzazione di una serie di eventi straordinari dichiarati tali dal governo. La dichiarazione di “grande evento”, così come per lo stato di emergenza, comporta l’utilizzo del potere di ordinanza. Viene poi emanato il decreto del Presidente della Repubblica 8 febbraio 2001, n. 194, in sostituzione del vecchio regolamento di cui al D.P.R. 613/1994; sempre nello stesso anno con la legge 6 marzo 2001 n. 64 venne inoltre istituito il servizio civile nazionale.
Tale espansione dei compiti della protezione civile, trasformatasi in agenzia pubblica appaltante in deroga alle procedure ordinarie, sollevò numerose critiche, anche ricordate più volte negli anni a venire.
Un ultimo importante passaggio dal punto di vista normativo è rappresentato dalla legge n. 152 del 2005, che estende il potere d’ordinanza anche per gli eventi all'estero, dopo la dichiarazione dello stato di emergenza.

### La proposta di riforma del 2009
Con il decreto legge 30 dicembre 2009 n. 195, venne proposto un progetto di riforma radicale della protezione civile, ma il 17 gennaio 2010 alla Camera, l'opposizione ottiene la cancellazione dell'immunità per i commissari straordinari e di un articolo che trasformava la protezione civile da ente pubblico in una società per azioni, possedute al 100% dalla Presidenza del Consiglio dei ministri (art. 16), con il compito di gestire in situazioni di emergenza i grandi eventi.
La legge ordinaria e statuto non sarebbero stati sufficienti a evitare tentativi di privatizzazione, laddove le direttive europee, che sono prevalenti, sono orientate a una netta separazione fra pubblico e privato, senza prevedere eccezioni per la protezione civile o altri servizi di interesse generale (si pensi all'obbligo per gli enti pubblici di vendere le azioni fino a scendere sotto la quota di controllo delle società idriche e di trasporto). La proposta vietava che le azioni fossero oggetto di diritti a favore di terzi, quindi che fossero vendibili, quotate in borsa o utilizzabili come garanzia di debiti; gli utili erano portati a riserva e la società non era soggetta a fallimento, scioglibile soltanto per legge. Essendo così configurato come istituto privato di diritto pubblico, la protezione civile poteva continuare ad emettere ordinanze immediatamente esecutive e a trattare in modo paritetico con le pubbliche amministrazioni italiane, senza essere più soggetta all'obbligo dell'assunzione esclusivamente tramite concorso pubblico ma anche con chiamata diretta e nominativa, alle leggi antitrust per le gare d'appalto e al controllo preventivo contabile della Corte dei conti. La possibilità di derogare i concorsi pubblici secondo alcuni favorirebbe la meritocrazia e risorse umane di valore, per altri un sistema clientelare privo di controlli, come si è verificato spesso con la privatizzazione di società municipalizzate.
Alla Corte dei Conti sarebbe sottratto il controllo preventivo di legittimità, che ha attualmente, e consentito solamente un controllo successivo degli atti esercitabile (in assenza di diverse indicazioni) anche durante l'anno contabile, non solamente al termine. Questo punto di equilibrio sarebbe necessario per gestire situazioni di emergenza che richiedono decisioni rapide, che per forza si devono concentrare su poche persone, che non possano essere sospese o annullate dai poteri di garanzia. Già in precedenza inoltre, erano fortemente limitati l'applicazione del codice dei contratti pubblici e del controllo contabile, dal potere di dichiarare situazioni di emergenza e derogare le norme, e dall'affidamento a commissari straordinari, che per legge rispondono del loro operato direttamente al governo italiano.

### La riforme nel triennio 2011/2013
La lgge 26 febbraio 2011, n. 10 introdusse altre importanti modifiche alla legge 225/1992 relative al reperimento delle risorse per fronteggiare l’emergenza: tra queste Si stabiliva infatti che fossero le Regioni a individuare nei propri bilanci i fondi necessari, facendo ricorso anche a tassazioni aggiuntive, fino all'aumento dell’imposta regionale sulla benzina. Una successiva sentenza della Corte Costituzionale (la n. 22 del 16 febbraio 2012) aveva già dichiarato illegittimo questo passaggio della legge 10/2011.
Con l'entrata in vigore della legge del 24 marzo 2012, n. 27 viene modificata la normativa riguardante i grandi eventi e la loro gestione non rientra più nelle competenze della protezione civile. Con il decreto legge 15 maggio 2012 n. 59, convertito in legge 12 luglio 2012 n. 100 - che modificò pesantemente la legge 24 febbraio 1992 n. 225 - viene realizzata una nuova riforma. Le attività della protezione civile vengono ricondotte al nucleo originario di competenze definito dalla legge 225/1992, dirette principalmente a fronteggiare le calamità e a rendere più incisivi gli interventi nella gestione delle emergenze. Viene ribadito il ruolo di indirizzo e coordinamento del Dipartimento della protezione civile delle attività delle diverse componenti e strutture operative del Servizio Nazionale. Si va inoltre riproponendo il concetto di servizio nazionale della protezione civile, definendolo come strumento per la promozione ed il coordinamento delle attività a tutela dell'integrità della vita, i beni, gli insediamenti e l'ambiente dai danni o dal pericolo di danni derivanti da calamità naturali, da catastrofi e da altri eventi calamitosi. La promozione e il coordinamento di tutte le attività del servizio nazionale sono in capo al Presidente del Consiglio dei ministri, che può a tal fine delegare un ministro con portafoglio o il Sottosegretario di Stato alla Presidenza del Consiglio dei ministri o il Segretario del Consiglio dei Ministri. Il potere di dichiarare lo stato d'emergenza viene sottratto al Dipartimento della protezione civile e riattribuito al Ministro dell'Interno e al Segretario alla presidenza del Consiglio dei Ministri. Inoltre, l'emergenza può essere dichiarata, in accordo con le Regioni, a seguito di calamità naturali da fronteggiare con mezzi o poteri straordinari per predefiniti e temporanei periodi di tempo, di norma 180 giorni prorogabili, una sola volta, di ulteriori 180. La norma del 2012 ha infine chiarito che lo stato di emergenza viene finanziato con il Fondo nazionale di protezione civile - di cui alla legge n. 10/2011 la cui dotazione è determinata annualmente dalla legge di stabilità - può essere reintegrato anche con entrate derivanti dall'aumento delle accise sulla benzina. Rispetto alla precedente legge 225/1992, viene introdotta una durata di riferimento (non tassativa) e l'obbligo di accordo con la Regione interessata, circa la proclamazione dello stato d'emergenza. La norma limita anche l'utilizzo delle ordinanze emanate dalla protezione civile, che in deroga alle leggi vigenti, possono essere emanate nel rispetto:
- dei principi generali dell'ordinamento;
- devono disporre esclusivamente nei limiti e secondo i criteri indicati nel decreto del governo di dichiarazione dello stato di emergenza.[20]

Dieci giorni prima della fine dello stato di emergenza, al fine di favorire il subentro dell'amministrazione pubblica competente, possono essere emanate apposite ordinanze, anche per coordinare gli interventi che si rendano necessari dopo la fine dello stato di emergenza. Possono inoltre anche essere emanate, per la durata massima di sei mesi, non prorogabili e per i soli interventi connessi all'evento, disposizioni derogatorie a quelle in materia di affidamento di lavori pubblici e di acquisizione di beni e servizi.
La legge 100/2012 toccava alcuni temi chiave per tutto il sistema: la classificazione degli eventi calamitosi, le attività di protezione civile, la dichiarazione dello stato di emergenza e il potere d’ordinanza. In questo senso, la legge ridefinisce la prima fase dell’emergenza, ponendo l’accento sul “fattore tempo”. Viene specificato che i mezzi e i poteri straordinari per fronteggiare le calamità (eventi di tipo “c”) vanno utilizzati per interventi temporali limitati e predefiniti: la durata dello stato di emergenza di regola non può superare i 90 giorni, con possibilità di proroga per altri 60 giorni. Lo stato di emergenza può essere dichiarato anche “nell'imminenza” e non solo “al verificarsi” dell’evento calamitoso e prevede, da subito - altro passaggio importante della legge - l’individuazione dell’amministrazione competente in via ordinaria che prosegue le attività, una volta scaduto lo stato di emergenza. Le ordinanze di protezione civile necessarie alla realizzazione degli interventi per contrastare e superare l’emergenza sono di norma emanate dal Capo Dipartimento della protezione civile e non più dal Presidente del Consiglio dei Ministri e i loro “ambiti di interesse”, per la prima volta, sono definiti dalla legge. Le ordinanze emanate entro trenta giorni dalla dichiarazione dello stato di emergenza sono immediatamente efficaci, mentre quelle successive richiedono il concerto del Ministero dell’Economia e delle Finanze. Altri passaggi significativi della legge 100/2012 riguardano le attività di protezione civile. Accanto alle attività di “previsione e prevenzione dei rischi” e di “soccorso delle popolazioni” viene meglio specificato il concetto di “superamento dell’emergenza”, cui si associa ogni altra attività necessaria e indifferibile diretta al “contrasto dell’emergenza” e alla “mitigazione del rischio” connessa con gli eventi calamitosi. Le attività di prevenzione vengono esplicitate e per la prima volta si parla chiaramente di allettamento, pianificazione d’emergenza, formazione, diffusione della conoscenza di protezione civile, informazione alla popolazione, applicazione della normativa tecnica e di esercitazioni. Il sistema di allerta nazionale per il rischio meteo-idrogeologico e idraulico viene inquadrato in maniera organica, riprendendo così i vari provvedimenti che negli anni hanno disciplinato le attività di allettamento ai fini di protezione civile. La norma inoltre ribadì poi il ruolo del Sindaco come autorità comunale di protezione civile, precisandone i compiti nelle attività di soccorso e assistenza alla popolazione. Una novità importante riguarda i piani comunali di emergenza, che devono essere redatti entro 90 giorni dall'entrata in vigore della legge, e periodicamente aggiornati. Altre questioni toccate dalla legge 100/2012 che non modificano direttamente la legge 225/1992 riguardano la proprietà della flotta aerea antincendio dello Stato - che passa dal Dipartimento della protezione civile (Presidenza del Consiglio) al Dipartimento dei Vigili del Fuoco (Ministero dell’Interno) - e i grandi eventi, per i quali vengono definiti alcuni dettagli relativi alle ultime gestioni commissariali, dopo che la legge n. 27 del 24 marzo 2012 aveva già stabilito non competessero più alla protezione civile.
Un anno dopo il decreto legge 14 agosto 2013, n. 93 - convertito in legge 15 ottobre 2013, n. 119 - modifica nuovamente la legge del 1992 intervenendo sulla durata dello stato di emergenza, sugli ambiti di intervento delle ordinanze di protezione civile e sulla definizione delle risorse necessarie a far fronte alle emergenze. In particolare, la legge 119/2013 stabilisce che la durata dello stato di emergenza non può superare i 180 giorni e può essere prorogato fino a ulteriori 180 giorni. L'amministrazione competente in via ordinaria allo scadere dello stato dell'emergenza viene individuata non più nella deliberazione dello stato di emergenza del Consiglio dei Ministri, ma nell'ordinanza di subentro che viene emanata allo scadere dello stato di emergenza. Il Fondo da cui vengono attinte le risorse per fronteggiare le emergenze è definito “Fondo per le emergenze nazionali” e sostituisce il “Fondo nazionale di protezione civile”. Le risorse finanziarie da destinare agli interventi per l’emergenza - in particolare quelle destinate alle attività di soccorso e di assistenza alla popolazione - sono definite nella delibera con cui è dichiarato lo stato di emergenza, nell'attesa della ricognizione dei fabbisogni effettivi che farà il Commissario delegato. Se le risorse non sono sufficienti possono essere integrate con un’ulteriore delibera del Consiglio dei Ministri. La gestione dei fondi per la ricostruzione in deroga alle norme sulle gare d'appalto ha un termine di 6 mesi, e si sposta quindi dalla competenza della protezione civile agli enti locali. Governo e Regione, come detto, possono aumentare le accise sulla benzina e su determinati tipi di gasolio. Inoltre, in caso di distruzione della garanzia ipotecaria, i debiti residui dei mutui sono estinti dal Ministero dell'economia e delle finanze Mancava tuttavia una disciplina generale in merito alla sospensione di pagamento e riscossione, parziale annullamento e rateizzazione, per i vari obblighi tributari: tasse e imposte, contributi assistenziali e previdenziali. Nel tempo, si sono succeduti decreti per specifiche calamità naturali, con condizioni molto diverse per le comunità interessate .

### La legge delega del 2017 e il codice del 2018
Con la legge 16 marzo 2017, n. 30 il governo italiano è stato delegato al riordino delle disposizioni legislative in materia di sistema nazionale della protezione civile. La delega ha ad oggetto l'emanazione, entro nove mesi dall'entrata in vigore del decreto, l'adozione di uno o più decreti legislativi di ricognizione, riordino, coordinamento, modifica e integrazione delle disposizioni legislative vigenti. La legge delega – che ribadisce come le attività di protezione civile comprendano la previsione, la prevenzione e la mitigazione dei rischi, la pianificazione e la gestione delle emergenze, nonché le misure per rimuovere gli ostacoli alla ripresa delle normali condizioni di vita – prevede, tra l’altro, che si definisca, con i decreti governativi, l’organizzazione di un sistema policentrico che operi a livello centrale, regionale e locale, prevedendo la possibilità di definire livelli di coordinamento intermedi tra la dimensione comunale e quella regionale. Altro punto centrale nella delega che il Parlamento ha dato al Governo riguarda la disciplina della partecipazione e delle responsabilità dei cittadini, singoli e associati, alle attività di protezione civile, allo scopo di promuovere la resilienza delle comunità, anche attraverso la consapevolezza dei diritti e dei doveri di ciascuno. In attuazione della legge delega venne emanato il codice della protezione civile, con il d.lgs. 2 gennaio 2018, n. 1.

## Struttura ed organizzazione

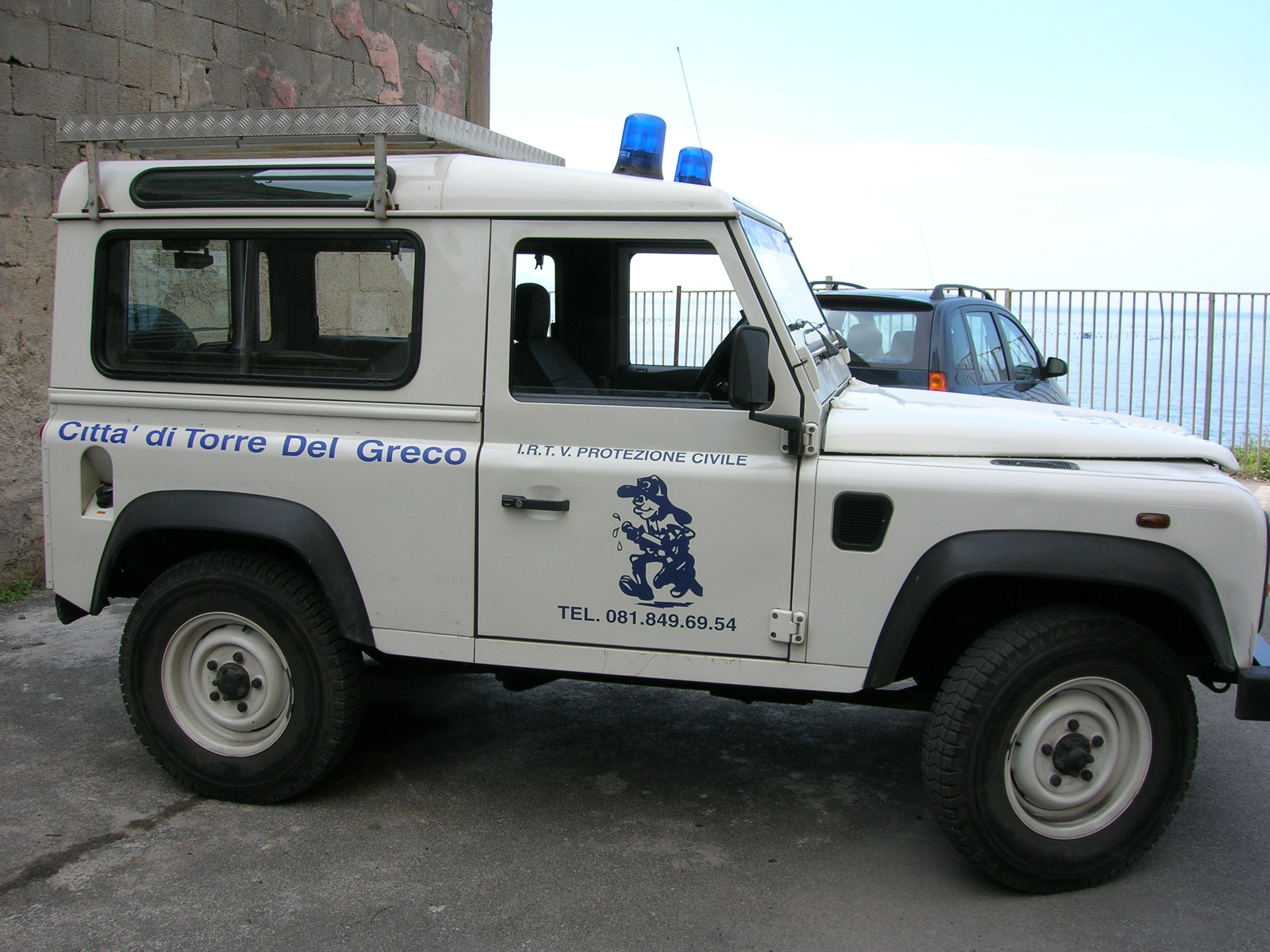
Mezzo della protezione civile in dotazione alla città di Torre del Greco.

Nell'organizzazione e nel funzionamento viene coinvolta tutta l'organizzazione dello Stato, centrale e periferica, compreso l'intero sistema degli enti locali, ed anche i privati, attraverso le organizzazioni di volontariato; infatti gli enti con competenza in materia possono stipulare convenzioni con soggetti pubblici e privati. Questo permette di garantire un livello di coordinamento centrale unito ad una forte flessibilità operativa sul territorio, oltre a permettere un coinvolgimento esplicito degli enti locali.
Tutto il sistema di protezione civile si basa sul principio di sussidiarietà, la prima risposta all'emergenza, qualunque sia la natura e l’estensione dell’evento, deve essere garantita a livello locale, a partire dalla struttura comunale, l’istituzione più vicina al cittadino. Il primo responsabile della protezione civile è quindi il Sindaco, riconosciuto dalla legge come autorità territoriale di protezione civile: in caso di emergenza assume la direzione e il coordinamento dei soccorsi e assiste la popolazione, organizzando le risorse comunali secondo piani di emergenza prestabiliti per fronteggiare i rischi specifici del territorio. Quando un evento non può essere fronteggiato con i mezzi a disposizione del comune, si mobilitano i livelli superiori, attraverso un’azione integrata, della Provincia, della Prefettura, della Regione e del governo italiano. Questo complesso sistema di competenze trova il suo punto di collegamento nelle funzioni di impulso e coordinamento affidate al Presidente del Consiglio dei Ministri.
L'enfasi sulla componente volontaria (alla cui formazione ed inquadramento provvede un ente locale, se costituiti da questi ultimi) permette inoltre di ridirigere nel comparto della protezione civile, in caso di necessità, molte risorse professionali e umane della società civile. La normativa italiana infatti configura oggi il servizio di protezione civile come un "sistema", che si avvale, sia in tempo di pace che in emergenza, di tutte le forze armate e quelle di polizia esistenti, nonché su una componente di volontari civili in qualità di strutture operative. L'organizzazione è quindi, nel suo complesso, orientata su principi di decentramento territoriale e funzionamento "sistemico", fattori che ne aumentano la flessibilità operativa, la fluida scalabilità degli interventi e l'adattabilità ai diversi scenari possibili.
Riassumendo tutto in uno schema, il servizio nazionale di protezione civile è composto dalle Autorità, che forniscono l'indirizzo politico alle Articolazioni del servizio, che lo attuano a livello amministrativo. Le autorità di protezione civile sono indicate agli articoli 5 e 6 del decreto legislativo 1/2018, e sono:
- Il Presidente del Consiglio dei Ministri (art. 5), autorità nazionale di protezione civile che, avvalendosi del Dipartimento di protezione civile, esercita le funzioni di indirizzo e coordinamento dell'interno servizio nazionale, oltre che rappresentarlo a livello internazionale;
- I Presidenti di Regione e delle Province Autonome, nonché i Sindaci e i Sindaci metropolitani (art. 6), che sono autorità territoriali di protezione civile. I primi, avvalendosi delle strutture amministrative di Regioni, Province Autonome, Città Metropolitane e Comuni, attuano funzioni di potestà legislativa concorrente (nel caso dei Presidenti di Regione) o esclusiva (nel caso delle Province Autonome e delle Regioni a Statuto Speciale) in concomitanza con i relativi organi legislativi; i secondi, cioè i Sindaci e i Sindaci metropolitani, organizzano il servizio, avvalendosi delle strutture amministrative dei Comuni e delle Città Metropolitane, secondo le leggi promulgate.

Il servizio nazionale di protezione civile poi, si articola in:
- Componenti (art. 4) quali Stato, Regioni, Province Autonome ed Enti Locali;
- Strutture operative nazionali (art. 13, comma 1), quali:
  - Corpo Nazionale dei Vigili del Fuoco, riconosciuto dalla legge come struttura operativa fondamentale;
  - Forze Armate (Esercito, Marina, Carabinieri, Aeronautica), tramite specifiche forme di partecipazione a supporto del servizio nazionale di protezione civile definite tramite decreto del Presidente del Consiglio;
  - Forze di polizia (Polizia di Stato, Guardia di Finanza, Guardia Costiera);
  - Enti ed istituti di ricerca di rilievo nazionale con finalità di protezione civile, anche organizzati in centri di competenza, come l'Istituto Nazionale di Geofisica e Vulcanologia (INGV) e il Consiglio Nazionale delle Ricerche (CNR);
  - Le strutture del Servizio Sanitario Nazionale;
  - Il Volontariato Organizzato iscritto all'elenco nazionale di volontariato presso il Dipartimento di Protezione Civile, l'associazione della Croce Rossa Italiana ed il Corpo Nazionale del Soccorso Alpino e Speleologico;
  - Il Sistema Nazionale di Protezione dell'Ambiente (SNPA), di cui fanno parte ISPRA, le Agenzie Regionali e Provinciali di Protezione Ambientale;
  - Le strutture preposte alla gestione dei servizi meteorologici nazionali;
  - Le strutture preposte dal Ministero per i Beni e le Attività Culturali per la salvaguardia e la messa in sicurezza del patrimonio culturale dalle calamità.
- Soggetti concorrenti (art. 13, comma 2), quali:
  - Ordini e Collegi professionali, con i rispettivi consigli nazionali, anche in forme associative e di collaborazione nell'ambito di aree omogenee;
  - Enti, istituti ed agenzie svolgenti funzioni di protezione civile;
  - Aziende, società ed altre organizzazioni pubbliche o private, che svolgono funzioni utili alle attività di protezione civile (es. aziende di telefonia mobile, di produzione e distribuzione del gas, di produzione e distribuzione di energia elettrica).
- Strutture operative individuate dalle Regioni (art. 13, comma 3).

## I soggetti

### Il Dipartimento della protezione civile
Il Dipartimento è l'organismo che coordina le attività e l'operato a livello nazionale è il Dipartimento della protezione civile, alle dirette dipendenze della Presidenza del Consiglio dei ministri. Esso si trova dunque in una posizione superiore rispetto ai dipartimenti direttamente dipendenti da un semplice Ministero, facilitando così il coordinamento delle risorse dello Stato - e di tutti gli altri Ministeri - in caso di emergenza.
Coordina inoltre la Commissione nazionale per la previsione e la prevenzione dei grandi rischi e il Comitato operativo della protezione civile. Il cap é nominato dal Presidente del Consiglio dei ministri.

### Le articolazioni del servizio nazionale di protezione civile
Le articolazioni del Servizio Nazionale di protezione civile si distinguono in componenti, strutture operative e soggetti concorrenti.
Le componenti sono le pubbliche amministrazioni di cui si avvalgono le Autorità di protezione civile ci cui agli articoli 5 e 6 del Decreto Legislativo 1/2018 (esse sono il Presidente del Consiglio dei Ministri, quale Autorità nazionale di protezione civile, i Presidenti di Regione e Province Autonome, nonché i Sindaci ed i Sindaci metropolitani quali Autorità territoriali). Le componenti, illustrate all'articolo 4del suddetto decreto, sono lo Stato, le Regioni e le Province Autonome e gli Enti locali.
Secondo la precedente legge 225/1992, a livello centrale, le strutture operative che costituivano il sistema della protezione civile erano:

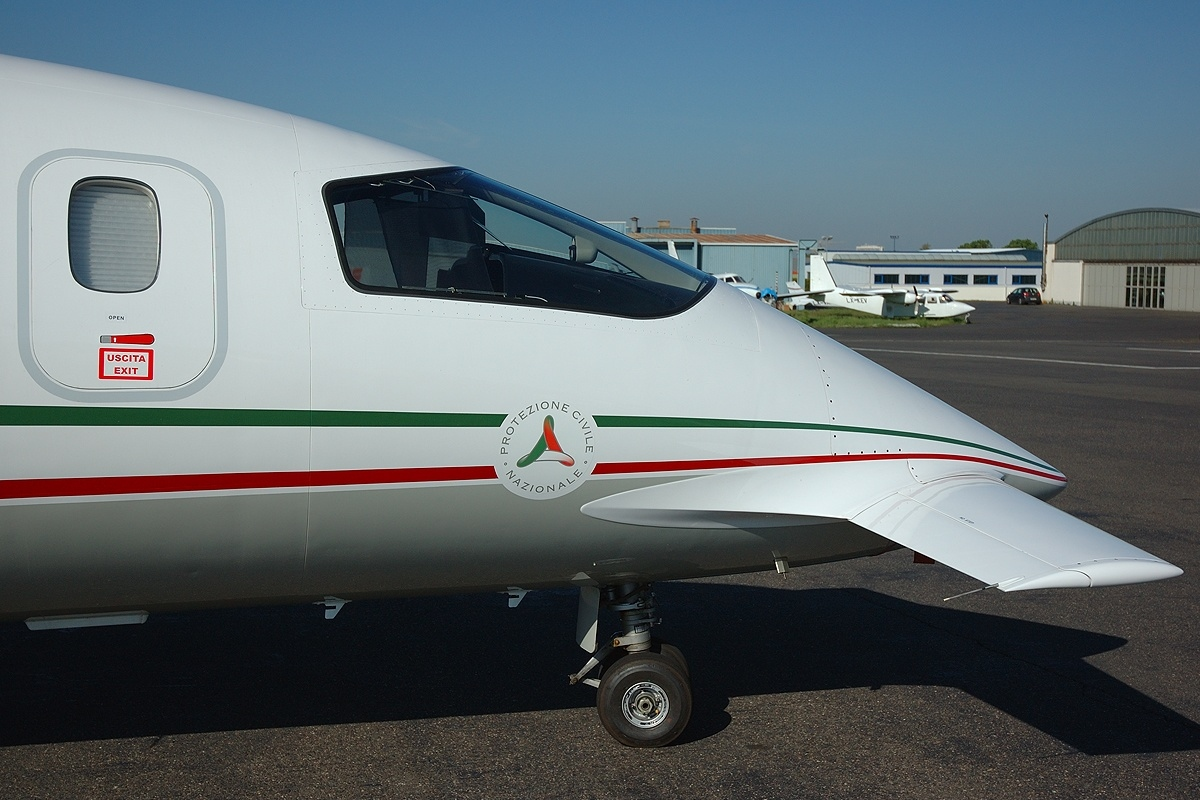
Aeromobile Piaggio P-180 della protezione civile italiana.

- il corpo nazionale dei vigili del fuoco;
- le forze armate italiane;
- le forze di polizia italiane;
- la Croce Rossa Italiana;
- il corpo nazionale soccorso alpino e speleologico.
- le strutture del Servizio Sanitario Nazionale;
- i Servizi tecnici nazionali;
- i gruppi nazionali di ricerca scientifica;
- le organizzazioni di volontariato di protezione civile;[26]

Il decreto legislativo 1/2018, che ha abolito la legge 225/1992 recependola in toto, aggiunge gli enti e gli istituti di ricerca di rilievo nazionale, il Servizio Nazionale di Protezione dell'Ambiente, le strutture preposte alla gestione dei servizi meteorologici nazionali e le strutture del Ministero per i Beni e le Attività Culturali deputate alla salvaguardia del patrimonio artistico ed architettonico durante le calamità naturali. A livello locale, ogni Regione, nel rispetto delle competenze, favorisce nei modi e con le forme opportuni, l'organizzazione di strutture comunali di protezione civile. Esse provvedono all'ordinamento degli uffici ed all'approntamento delle strutture e dei mezzi necessari per l'espletamento delle attività di protezione civile. Le provincie, sulla base delle competenze ad esse attribuite partecipano all'organizzazione ed all'attuazione delle attività di protezione civile. A tal fine presso ogni provincia è istituito un Comitato provinciale di protezione civile, presieduto dal presidente della provincia, o da un suo delegato, e da un rappresentante del prefetto. Questi predispone un piano per fronteggiare l'emergenza su tutto il territorio della provincia e ne cura l'attuazione, esercitando le funzioni attribuitegli dalla legge.
I soggetti concorrenti sono quelli indicati all'articolo 13, comma 2 del decreto legislativo 1/2018; sono gli Ordini ed i Collegi professionali, gli enti, gli istituti e le agenzie nazionali, le aziende, le società e altre organizzazioni pubbliche o private che svolgono funzioni di protezione civile.
Ogni comune italiano può dotarsi di una struttura di protezione civile. Il sindaco è autorità di protezione civile, egli assume la direzione ed il coordinamento degli interventi a soccorso ed assistenza della popolazione.
Concorrono infine all'attività di protezione civile i privati cittadini ed i gruppi di volontariato civile, nonché gli ordini ed i collegi professionali. Riguardo ai privati, ai sensi del decreto del Presidente della Repubblica 8 febbraio 2001, n. 194, il datore di lavoro ha l'obbligo di consentire al lavoratore dipendente (sia del settore pubblico che privato) che rivesta la qualifica di volontario della protezione civile di partecipare, per i periodi di impiego effettivo, agli interventi di soccorso e assistenza per un periodo non superiore a 30 giorni continuativi e fino a 90 giorni nell'anno. Inoltre essi possono essere esonerati, previa richiesta al datore di lavoro, in occasione di attività addestrative o di simulazione di emergenza, anche se la richiesta deve essere avanzata, dagli interessati o dalle organizzazioni cui gli stessi aderiscono, almeno quindici giorni prima dello svolgimento della prova.

## Funzioni e compiti
Le attività relative alla protezione civile non si limitano a semplici interventi in caso di disastri e calamità per portare soccorso, ed in generale alla gestione delle situazioni di emergenza, ma anche alle attività di previsione e prevenzione. Il decreto legislativo 1/2018, infatti, prevede espressamente che le attività del servizio nazionale di protezione civile si articolino in maniera complessa: non solo nella semplice gestione del dopo emergenza, ma in una serie integrata di operazioni che coprono tutte le fasi del "prima e del dopo", secondo i quattro versanti della Previsione e Prevenzione dei rischi - Gestione e superamento delle emergenze.

### Previsione e prevenzione dei rischi
La previsione dei rischi è l'insieme delle attività, svolte anche in concorso con soggetti dotati di competenze scientifiche, tecniche e amministrative, dirette all'identificazione degli scenari di rischio possibili per le esigenze di allertamento e di pianificazione del servizio nazionale di protezione civile. Gli studi, le ricerche, la formazione rivolta agli addetti del sistema (professionisti e volontari), l'attività di informazione rivolta alla popolazione, ma anche la pianificazione della risposta all'emergenza e le attività esercitative costituiscono parte importante del lavoro e dell'attività di protezione civile.

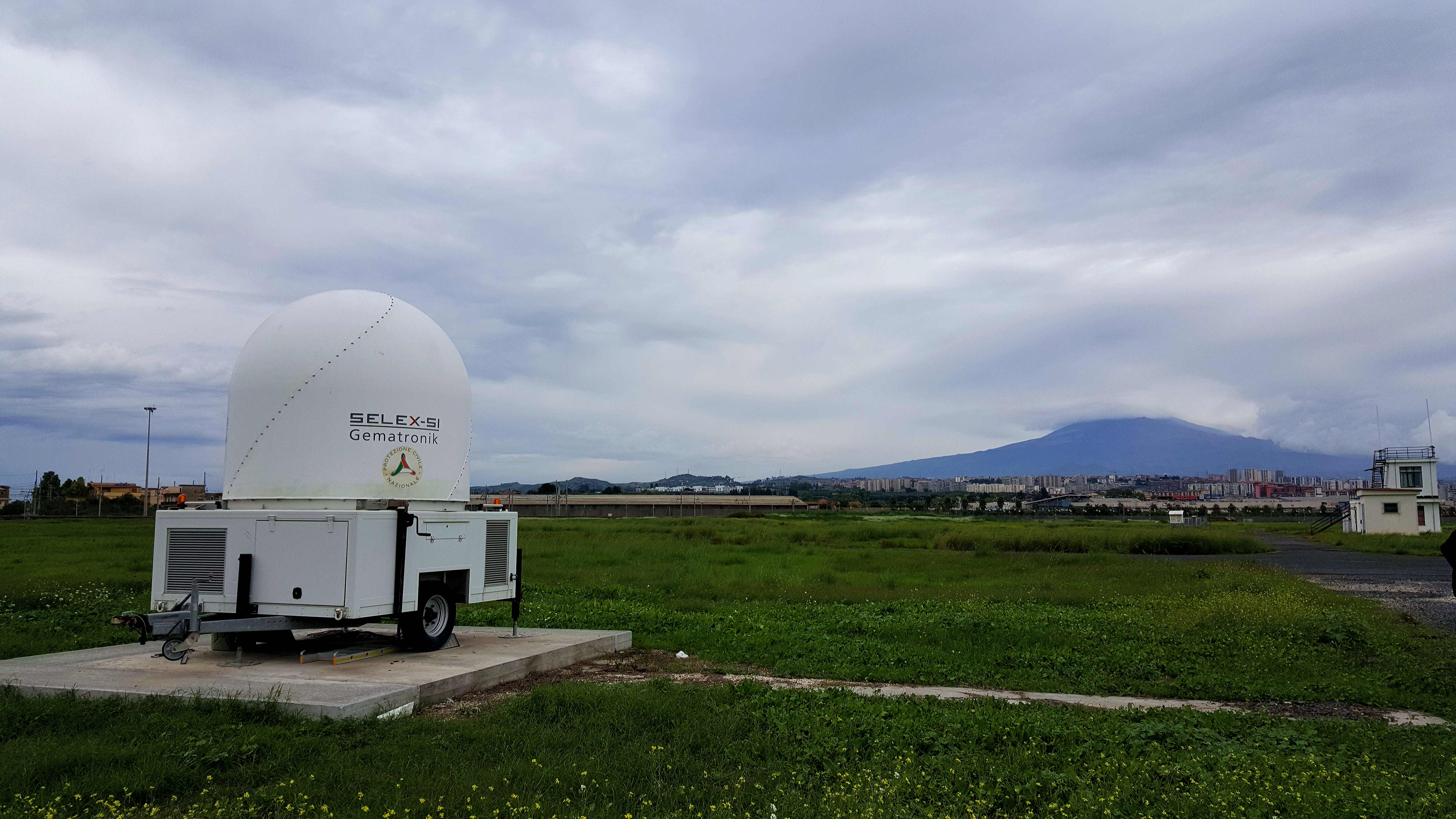
Radar di monitoraggio delle ceneri vulcaniche dell'Etna (sullo sfondo), installato all'aeroporto di Catania-Fontanarossa dalla protezione civile.

Un'attività tipica è la previsione e l'eventuale allerta diramata alle prefetture, e agli altri enti competenti come Comuni, Province, Città Metropolitane, servizio dighe  e così via, in caso di fenomeni che possono essere connessi al maltempo atmosferico (rischio alluvioni, frane, valanghe ecc...).
Una delle attività di previsione e prevenzione riguarda ad esempio le ceneri vulcaniche dell'Etna ed il loro impatto sul traffico aereo. L'Aeroporto di Catania-Fontanarossa - e con esso, il traffico aereo italiano - è soggetto talvolta a limitazioni operative o a temporanee chiusure a causa delle ceneri vulcaniche che possono invadere lo spazio aereo e le piste durante le eruzioni dell'Etna obbligando, per motivi di sicurezza, a dirottare i voli sugli altri aeroporti della regione. Per gestire tale fenomeno, il Dipartimento della protezione civile nel gennaio 2010 ha installato nell'air-side dell'aeroporto un innovativo radar in banda X in doppia polarizzazione per il monitoraggio delle nubi di cenere vulcanica emesse dall'Etna, a supporto delle autorità preposte alla regolamentazione e al controllo del traffico aereo.
La prevenzione dei rischi è l'insieme di quelle attività volte a ridurre o a evitare la possibilità di danno in seguito a eventi calamitosi, anche sulla base delle conoscenze ottenute in fase di previsione. L'articolo 2 del Codice di Protezione Civile distingue due tipi di prevenzione diversa:
- Prevenzione non strutturale, consistente in:
  - Allertamento delle autorità e delle articolazioni del sistema di protezione civile;
  - Pianificazione di protezione civile;
  - Formazione degli operatori di protezione civile;
  - Applicazione e aggiornamento della normativa tecnica volta alla mitigazione dei rischi;
  - Diffusione della conoscenza e della cultura di protezione civile;
  - Informazione alla popolazione sugli scenari attesi;
  - Addestramento ed esercitazione degli operatori in ottica di gestione delle emergenze;
  - Collaborazione in attività estere, nell'ambito del Meccanismo di protezione civile dell'Unione Europea;
  - Raccordo fra la pianificazione di protezione civile e le pianificazioni territoriali esistenti;
- Prevenzione strutturale, consistente in:
  - Partecipazione del sistema di protezione civile all'elaborazione indirizzi nazionali e regionali di prevenzione strutturale dei rischi naturali e antropici;
  - Partecipazione alla programmazione di interventi finalizzati alla mitigazione dei rischi naturali e antropici;
  - Esecuzione di interventi strutturali di mitigazione del rischio in occasione delle calamità, in coerenza con piani e programmi esistenti;
  - Azioni integrate di prevenzione strutturale e non in coerenza con le direttive del Capo Dipartimento di protezione civile e delle Regioni.

L'art. 16 del decreto legislativo 1/2018 illustra i rischi di competenza del servizio nazionale di protezione civile: la sua azione infatti, si esplica in particolare per i rischi di natura geologica e meteorologica come i rischi sismico, vulcanico, da maremoto, idraulico, idrogeologico, meteorologico, da deficit idrico, da incendio (ferme restando le competenze organizzative e di coordinamento delle singole Regioni previste dalla legge 353/2000. Ferme restando le competenze dei soggetti dei relativi settori, le azioni del servizio di protezione civile si esplicano per i rischi nucleare, biologico, chimico, radiologico, tecnologico, industriale, da trasporti, ambientale, igienico-sanitario, e dal rientro incontrollato di oggetti e detriti spaziali. Non rientrano invece nell'azione di protezione civile gli interventi e le opere per eventi programmati o programmabili in tempo utile che possono determinare criticità organizzative, in occasione delle quali le componenti e le strutture operative, su richiesta dell'autorità di protezione civile competente, possono assicurare il proprio supporto limitatamente ad aspetti di natura organizzativa e di assistenza alla popolazione.

#### Zone di allerta
Al fine di ottimizzare le attività di previsione e prevenzione in occasione di eventi o fenomeni meteo-idrologici, l'intero territorio nazionale è stato suddiviso in 134 ambiti territoriali omogenei denominati zone di allerta. Ciascuna regione italiana è suddivisa in un numero variabile di zone di allerta: si passa infatti da un minimo di due in Trentino-Alto Adige a un massimo di venticinque in Toscana.

### Gestione e superamento delle emergenze
Il nucleo centrale dell'attività di protezione civile rimane tradizionalmente costituito dalla "gestione dell'emergenza", e cioè dai cosiddetti compiti di assistenza e soccorso delle popolazioni colpite da calamità. La legge 225/1992 prevede in particolare all'art. 5 la decretazione di uno "stato di emergenza" e il "potere di ordinanza" del Governo nella nomina dei commissari straordinari.
Quando un ente locale chiede e ottiene dal Governo la dichiarazione dello stato di emergenza e di grande evento (ovvero, si riscontra una situazione in cui le capacità di risposta dell'ente locale non sono in grado di far fronte ai problemi che si sono presentati, e quindi bisogna ricorrere alle risorse proprie dell'ordinamento territoriale superiore), il commissario straordinario che gestisce i fondi per l'emergenza può agire in deroga alle normative comunitarie ed alla legge italiana in materia d'appalto, oltre ad avere la possibilità di emettere ordinanze straordinarie (sempre rispettando i principi generali dell'ordinamento giuridico). Per cause di forza maggiore (l'urgenza dell'intervento) viene sospesa la procedura di aggiudicazione delle opere pubbliche mediante gara d'appalto, che ha tempistiche lunghe. Il commissario può affidare i lavori a ditte scelte a sua discrezione.
Queste facoltà si possono però esercitare solo nel caso delle cosiddette Emergenze di tipo C, le più gravi (il tipo A si riferisce alle emergenze locali, gestibili su scala comunale; quelle di tipo B alle emergenze che richiedono una risposta e risorse su scala provinciale o regionale; quelle di tipo C alle emergenze di rilievo nazionale, per estensione e/o gravità).
La dichiarazione dello stato d'emergenza comporta solitamente anche lo stanziamento di fondi speciali da parte del governo che, fra gli altri soggetti, vengono gestiti in gran parte dalla protezione civile.

#### Metodo di coordinamento
Il coordinamento di tali componenti avviene, ai vari livelli territoriali e funzionali, attraverso il cosiddetto metodo Augustus (dal nome dell'Imperatore Augusto, il primo ad aver costituito "tavoli consultivi" tra i suoi collaboratori) ha già dimostrato la sua ottima funzionalità in occasione delle più recenti calamità che hanno colpito l'Italia. Augusto sosteneva che: «Il valore della pianificazione diminuisce con l'aumentare della complessità degli eventi». Proprio per questo il Metodo Augustus si distingue per la sua semplicità e flessibilità.
Il metodo permette ai rappresentanti di ogni funzione operativa (sanità, volontariato, telecomunicazioni, ecc.) di interagire direttamente tra loro ai diversi "tavoli decisionali" e nelle sale operative dei vari livelli, costituiti da Centri Operativi. (COC, COM, CCS, DICOMAC, COR, ecc.), avviando così in tempo reale processi decisionali collaborativi. I rappresentanti delle diverse funzioni sono coordinati da un funzionario incaricato.
Esistono, a livello intermedio tra COM/CCS e DICOMAC, le Sale Operative Regionali (anche se la maggior parte delle funzioni di coordinamento diretto sul territorio sono svolte a livello COM/CCS).
Ognuno di questi tipi di Centro, ai vari livelli, è solitamente costituito su una sezione "Strategia" (con i responsabili di funzione) ed una "Operativa" (ad esempio, con operatori e supporti logistici necessari per garantire i collegamenti, la continuità operativa, il supporto alle funzioni decisionali).

## Le benemerenze
Il Presidente del Consiglio dei Ministri, su proposta del Capo Dipartimento, che provvede al rilascio e all'inoltro dei diplomi, conferisce le "attestazioni di pubblica benemerenza", 
un riconoscimento che viene conferito a persone, amministrazioni, enti, istituzioni o organizzazioni del Servizio Nazionale che abbiano partecipato con merito a operazioni di protezione civile e che, con la propria attività, abbiano contribuito a elevarne l'immagine.
L'attestazione di pubblica benemerenza può essere concessa in relazione a tutti gli eventi per i quali viene deliberato lo stato di emergenza ed il riconoscimento avviene solo a chiusura dello stato di emergenza stesso.
L'attestazione di pubblica benemerenza è disciplinata dal decreto del Presidente del Consiglio dei Ministri del 5 maggio 2014, pubblicato nella Gazzetta Ufficiale n° 200 del 29 agosto 2014. Il decreto attuativo è stato firmato il 20 marzo 2015 dal Capo Dipartimento della protezione civile e pubblicato in Gazzetta Ufficiale n° 131 del 9 giugno 2015; essi abrogano la precedente normativa.

### A titolo individuale
- Attestazione di pubblica benemerenza del Dipartimento della protezione civile con insegne di III livello: nel caso del primo conferimento a titolo individuale
- Attestazione di pubblica benemerenza del Dipartimento della protezione civile con insegne di II livello: dopo il secondo conferimento a titolo individuale
- Attestazione di pubblica benemerenza del Dipartimento della protezione civile con insegne di I livello: dopo il terzo conferimento a titolo individuale

Dal quarto conferimento a titolo individuale in poi, si mantiene la medaglia dorata e aggiungendo sul nastro ulteriori fascette in bronzo. Al conseguimento del sesto conferimento le fascette di bronzo sono sostituite da una fascetta argentata. Al conseguimento dell'undicesimo conferimento la fascetta d'argento e le fascette di bronzo sono sostituite da una fascetta dorata.

### A titolo collettivo
- Attestazione di pubblica benemerenza del Dipartimento della protezione civile conferita a titolo collettivo.

## Denominazione nelle lingue minoritarie d'Italia
Nelle regioni italiane a statuto speciale che beneficiano di un regime di bilinguismo, la denominazione protezione civile è stata resa nelle seguenti varianti:
- Per le zone con bilinguismo italiano/francese, cioè la Valle d'Aosta, Protection civile
- Per le zone con bilinguismo italiano/tedesco, cioè la provincia autonoma di Bolzano, Zivilschutz
- Per i comuni il cui statuto prevede il bilinguismo italiano/sloveno, nelle provincie di Trieste, Gorizia e Udine, Civilna Zaščita
- Per i comuni il cui statuto prevede il bilinguismo italiano/friulano, in Friuli-Venezia Giulia, Protezion civîl.[39]
- Per i comuni il cui statuto prevede il bilinguismo italiano/ladino, nelle provincie di Trento e Bolzano, Protezion zivila.[40]